# Terry Richardson
Terrence "Terry" Richardson (Nueva York, 14 de agosto de 1965) es un fotógrafo de moda estadounidense. Terry ha trabajado para campañas de importantes firmas como Marc Jacobs, Aldo, Supreme, Sisley, Yves Saint Laurent, Tom Ford, entre otras. También ha trabajado para revistas como Rolling Stone, GQ, Vogue, Vanity Fair, Harper's Bazar, i.D y Vice.  Sus imágenes a menudo han sido polémicas por las connotaciones sexuales que transmiten utilizando en ocasiones fotografías con modelos casi adolescentes mostradas en situaciones insinuantes. Ha sido acusado por varias modelos de practicar abusos sexuales. Richardson asegura que las prácticas eran consentidas.

## Primeros años
Richardson nació en Nueva York, hijo de Norma Kessler, actriz, y Bob Richardson, un conocido fotógrafo de moda que sufrió adicción a las drogas y esquizofrenia. Después del divorcio de sus padres, Terry llegó a Woodstock, Nueva York, con su madre y su padrastro, Jackie Lomax. Más tarde se mudó a Hollywood en Los Ángeles, California, donde asistió a Hollywood High School. Cuando tenía 16 se mudó una vez más a Ojai, California, donde asistió a la Escuela Secundaria Nordhoff. En un principio Richardson soñaba con ser músico y tocó en una banda de punk-rock, The Invisible Government , durante cuatro años. Tocó para distintas bandas al sur de California incluyendo Signal Street Alcoholics (SSA), Doggy Style, Baby First y Middle Finger.

## Carrera
Richardson obtuvo su primera cámara instantánea en 1982, como regalo de su madre. Terry utilizó la cámara para documentar su vida y la escena punk rock en Ojai. En 1992, Richardson abandonó la música y se trasladó a East Village, Nueva York, donde comenzó a fotografiar fiestas y la vida nocturna de la ciudad. Fue en Nueva York donde Richardson tuvo su primer gran oportunidad, sus primeras fotos de moda aparecieron en la revista Vibe en 1994. Su trabajo en Vibe fue mostrado en el Paris's International Festival de la Mode ese mismo año. Más tarde Richardson fotografió para la campaña Primavera 1995 de la diseñadora Katharine Hamnett, campaña caracterizada por imágenes de mujeres jóvenes con faldas cortas mostrando vello púbico.

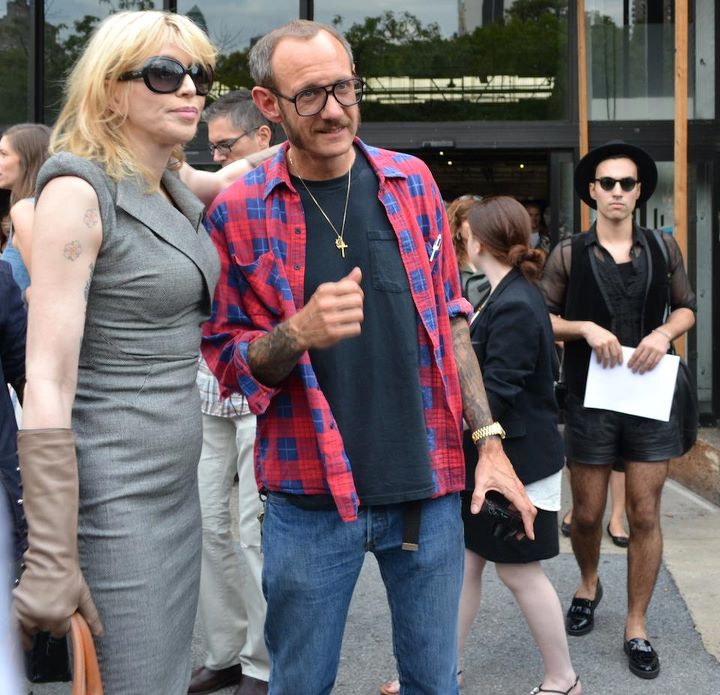
Richardson con Courtney Love en New York Fashion Week, 2011

Richardson se mudó a Londres, Inglaterra siguiendo la campaña de Hamnett. En Londres trabajó con diversas revistas europeas como The Face, i-D y Arena. 
A lo largo de su carrera, Terry ha fotografiado distintas campañas para marcas de diseñador  tales como Marc Jacobs, Aldo, Supreme, Sisley, Yves Saint Laurent, Tom Ford y ha trabajado para revistas como Rolling Stone, GQ, Vogue, Vanity Fair, Harper's Bazar, i.D y Vice.
Richardson ha producido varias campañas para Diesel, incluyendo 'Global Warming Ready', ganadora en 2007 de un Silver Lion for Print en el Cannes Lions International Advertising Festival.
A lo largo de los años ha producido una serie de retratos privado para el fundador de la compañía, Renzo Rosso. En septiembre de 2011 fueron anfitriones de una publicación con la editora de moda Carine Roitfeld en Colette, París.
En 2012, Richardson se embarcó en su primera exhibición individual en la galería OHWOW en Los Ángeles. La exposición, del 24 al 31 de marzo, fue nombrada "Terrywood". En mayo de 2012, un vídeo de la modelo Kate Upton bailando Cat Daddy en el estudio de Terry se volvió viral. En diciembre de 2012 Lady Gaga anunció un documental acerca de su vida filmado por Richardson. 

### Galerías
Richardson tuvo su primera galería en 1998. El show, nombrado "These ColorsDon't Run" en Alleged Gallery coincidió con el lanzamiento de su primer libro, "Hysteric Glamour". Más tarde su trabajo fue incluido en otra presentación nombrada "Smile" en Alleged Gallery. Richardson tuvo su primera presentación en París en la Galería Emmanuel Perrotin en 1999.  Su exhibición "Feared by Men Desired by Women" fue presentada en London's Shine Gallery al año siguiente.
La exhibición "Terrywood" fue presentada en 2004 en Deitch Gallery en Nueva York. El Museo de Arte del Condado de Orange (The Orange County Museum of Art) presentó el trabajo de Terry como parte de un grupo llamado "Beautiful Losers" (Hermosos perdedores) en 2005. "Mom+Dad" exhibición del mismo nombre que uno de sus libros fue mostrada en Half Galley en Nueva York en 2011. El mismo año, fotografías de su libro "Hong Kong" fueron exhibidas en Art Hong Kong. El trabajo de Richardson fue presentado en OHWOW Gallery en Los Ángeles. La exhibición fue nombrada "TERRYWOOD". El mismo año, fotografías del libro de Richardson Hong Kong fueron exhibidas en Art Hong Kong.

### Videos musicales
Richardson ha dirigido videos musicales desde 1990. Dirigió videos para Death in Vegas y Primal Scream, además de "Find a New Way" de Young Love y "Purple" de Whirlwind Heat, que incluía modelos como Susan Eldrige y Kemp Muhl. Dirigió "Red Lips" de Sky Ferreira. Richardson, además hizo un cameo en "Hurricane" de Thirty Seconds to Mars. El 29 de agosto de 2013 dirigió el video para el sencillo "XO" de Beyoncé en Coney Island. En 2013 filmó el video de Wrecking Ball, la canción de Miley Cyrus, en el que aparece desnuda balanceándose sobre una bola de demolición. Poco después liberó una versión llamada "Director's Cut", en el que se eliminaban todas las partes polémicas. A finales de ese año, Richardson firmó un trato para realizar "Do What U Want" de Lady Gaga y R. Kelly de su tercer álbum, ARTPOP.

### Estilo
Hay varios temas de constante aparición en la obra de Richardson, particularmente poner a celebridades de alto perfil en situaciones mundanas y fotografiar utilizando métodos tradicionales como el uso de cámaras instantáneas. Su trabajo explora, también, ideas acerca de la sexualidad y piezas de sus libros "Kibosh" y "Terryworld" presentan desnudez frontal así como actos sexuales simulados y reales.
Inicialmente, la mayoría de los trabajos de Richardson eran realizados con fondo blanco pero, eventualmente, se expandió a otros. Richardson es también conocido por posar con sus modelos, a menudo dándoles sus gafas para que puedan "jugar a ser él" o, en el caso de la actriz Chloë Sevigny, con maquillaje y el vestuario para verse como él. Richardson considera a Larry Clark, Nan Goldin, Diane Arbus y Robert Frank como primeras influencias en su estilo artístico. Su trabajo ha sido elogiado por Helmut Newton.
Richardson es también conocido por sus retratos sin temáticas sexuales. Terry ha tomado retratos de una amplia variedad de celebridades y políticos, entre ellos Sharon Stone, Gwyneth Paltrow, Cameron Diaz, Megan Fox, Lindsay Lohan, Kat Dennings, Liza Minnelli, Katy Perry, Kate Moss, Miley Cyrus, Miranda Kerr, Kim Kardashian, Samuel L. Jackson, Tracy Morgan, Jared Leto, Amy Winehouse, Jon Bon Jovi, A$AP Rocky, Pharrell Williams, Lil Wayne, Daft Punk, Shaun White, LeBron James, Lady Gaga y Barack Obama.

## Vida personal

### Relaciones y familia
Richardson estuvo casado con la modelo Nikki Uberti desde 1996 hasta 1999. Posteriormente, mantuvo una relación con la modelo y actriz Shalom Harlow, para después estar con Audrey Gelman.
En 2014 comenzó a salir con Alexandra "Skinni" Bolotow, su asistente  de fotografía de larga data. Ellos tuvieron gemelos en 2016 y contrajeron matrimonio en el año 2017 en Taos, Nuevo México.
Actualmente reside en Bearsville, New York.

### Acusaciones de abusos sexuales
Richardson ha sido acusado de usar su influencia para obligar a los modelos a realizar comportamientos sexuales no deseados así como determinadas poses durante las sesiones fotográficas entre ellos y con él. Algunas modelos como Rie Rasmussen, Jamie Peck y Charlotte Waters lo han acusado de comportamiento sexual inapropiado, asaltos sexuales y explotación de jóvenes modelos.
En 2010, fue la modelo Jamie Peck –posteriormente periodista freelance y colaboradora de The Guardian –  quien primero contó en la revista The Gloss en primera persona y con detalle los abusos a los que fue sometida por Richardson. En 2013 fue Caryn Franklin, periodista de moda y activista por la diversidad, quien explicó su experiencia seguida por la modelo Charlotte Waters que denunció que el fotógrafo la había obligado a masturbarle y le había lamido el trasero en 2009.
Richardson ha asegurado que todas las declaraciones son falsas, considerándose respetuoso en cuanto a su trabajo.  Modelos como Noot Seear, Daisy Lowe y Charlotte Free lo han defendido. Marc Jacobs asegura que Terry no es un "mal espíritu", mientras que comentaristas de moda anónimos defendieron su conducta en la revista New York. El cofundador de la revista Vice, Gavin McInnes, defendió a Richardson en 2004 argumentando que su trabajo ha sido criticado por "feministas de primer año".
También se defendió de las acusaciones en una carta abierta en The Huffington Post, en la que aseguraba que todas las modelos habían consentido sus prácticas. Esa misma semana New York Magazine le dedicó su portada, el titular era: “El perverso caso de Terry Richardson”, y poco después The Cut se preguntaba si era “un artista o un depredador”.
El 23 de octubre de 2017 el vicepresidente ejecutivo de la editorial estadounidense Condé Nast, James Woolhouse, entre cuyas publicaciones se encuentran la revista Vogue o Vanity comunicó a los directores de todas las cabeceras del grupo que, en adelante, no volverían a trabajar con él a causa de las denuncias de abuso.
En noviembre de 2017 fue la modelo española Minerva Portillo quien denunció haber sufrido abusos por parte de Richardson en una sesión de fotos en 2004.

### Caridad
En 2010, Richardson se involucró con RxArt, una organización de caridad que dona arte a hospitales infantiles. En 2014, Richardson participó en una búsqueda de huevos para caridad patrocinada por la Cámara de Fabergé en Nueva York.  La caza benefició "Studio in a School", un programa de salones para arte, y "Elephant Family", un programa de conservación de la vida silvestre.

## Publicaciones
- (1998) Hysteric Glamour. Hysteric Glamour (Tokyo). OCLC 86068704.
- (1999) Son of Bob. Little More (Tokyo). ISBN 978-4-947648-87-7.
- (2000) Terry Richardson – Feared by Men, Desired by Women. Shine Gallery (London). ISBN 978-0-9538451-1-8.
- (2002) Too Much. Sisley (Italy).
- (2004) Terry – The Terry Richardson Purple Book.  Purple Institute (Paris). OCLC 62146661.
- (2004) Terry Richardson. Stern Gruner + Jahr (Hamburg). ISBN 978-3-570-19443-0.
- (2004) Terryworld. By Dian Hanson. Tashen (Hong Kong; Los Angeles). ISBN 978-3-8365-0191-0.
- (2006) Kibosh. Damiani Editore (Bologna). ISBN 978-88-89431-30-6.
- (2006) Manimal. Hysteric Glamour (Tokyo).
- (2007) Rio, Cidade Maravilhosa. Diesel/Vintage Denin (Brasil).
- (2011) Hong Kong. Diesel (Hong Kong).
- (2011) Mom & Dad. Mörel Books (London).
- (2011) Lady Gaga x Terry Richardson. Grand Central Publishing (New York). ISBN 978-1-4555-1389-5.